# 复兴镇 (赤水市)
复兴镇，是中华人民共和国贵州省遵义市赤水市下辖的一个乡镇级行政单位。

## 行政区划
复兴镇下辖以下地区：
新兴社区、凯旋村、仁友村、风溪村、复兴村、太和村、长江村和凉江村。